# 小行星9584
小行星9584（英語：9584 Louchheim）是一颗围绕太阳公转的小行星。1990年7月25日，亨利·E·霍爾特在帕洛马山发现了此天体。
这颗小行星的绝对星等为67.27270307228086等。